# Превеза
Превеза (грч. Πρέβεζα) град је у северозападној Грчкој и управно средиште истоименог округа Превеза.

## Настак имена
Упркос три различита погледа, које је академско друштво изнело о пореклу имена "Превеза", најприхваћеније гледиште је да Превеза значи пролаз, а да ова реч долази из словенског, односно албанског језика.

## Географија
Град Превеза се налази у јужном делу историјске покрајине Епир. Град се налази на јужној тачки истоименог мањег полуострва. Град је приморски, смештен на обали Јонског мора, тачније на месту мореуза, којим се Залив Арта везује за отворено море. Област Превезе је веома прометна, јер је пресеца се важан пут Јадранско-Јонска магистрала, а на овом месту се у овај пут сустиче много месних путева.
Клима у Превези је средоземна.

## Историја
У доба антике област Игуменице је била део подручја старе Грчке, али изван главних историјских токова. У каснијим епохама долази владавина Римљана у 2. веку п. н. е. Тада је град био познат под именом Никопољ. Из овог раздобља позната је Битка код Акцијума, у којој је коначно Октавијан Август победио Марка Антонија и Клеопатру. После тога долази владавина Византинаца и на крају Турака Османлија. 1538. године овде се десила битка код Превезе, између Турака и хришћанских земља под Папиним вођством.
Град је поново постао део савремене Грчке тек 1913. г. Други светски рат је тешко погодио град, јер се град налазио на линији фронта првих пола године ратовања. Префектура је протеклих деценија била осавремењена.

## Становништво
Превеза данас има око 20.000 становника у граду и околини. Становништво су углавном етнички Грци. Кретање становништва по последњим пописима било је следеће:
| 1981.  | 1991.  | 2001.  |
| ------ | ------ | ------ |
| 13.624 | 13.341 | 13.321 |

Кретање броја становника у општини по пописима:
| 1991.  | 2001.  |
| ------ | ------ |
| 16.886 | 19.605 |

| 2001.  |
| ------ |
| 31.733 |

## Превоз
Превеза је повезана са путевима до Игуменице и других приморских насеља преко националног пута Е55, а такође је повезана и са другим градовима у Епиру, као што су Јањина и Арта.

## Привреда
Превеза је одувек била развијен приморски центар, а то је и данас (поморство, рибарење, поморски туризам).

## Партнерски градови
- Алтеа
- Бад Кецтинг
- Белађо
- Bundoran
- Гранвил
- Холстебро
- Houffalize
- Meerssen
- Niederanven
- Sesimbra
- Sherborne
- Karkkila
- Окселесунд
- Јуденбург
- Хојна
- Кесег
- Сигулда
- Сушице
- Türi Rural Municipality
- Звољен
- Пријенај
- Marsaskala
- Сирет
- Agros
- Шкофја Лока
- Трјавна